# Impariamo e scopriamo
Impariamo e scopriamo è una raccolta della cantante Cristina D'Avena contenente sigle di serie animate con tematiche storico-scientifiche in onda sulle reti Mediaset, pubblicata il 6 aprile 2007.

## Tracce
Testi di Alessandra Valeri Manera.
1. Siamo fatti così - esplorando il corpo umano – 2:49 (musica: Massimiliano Pani)
2. Allacciate le cinture, viaggiando si impara! – 3:32 (musica: Gianfranco Fasano)
3. Grandi uomini per grandi idee – 3:49 (musica: Carmelo Carucci)
4. Chi viene in viaggio per me? – 3:12 (musica: Carmelo Carucci)
5. Com'è grande l'America – 3:25 (musica: Carmelo Carucci)
6. Girogavando nel passato – 3:47 (musica: Vincenzo Draghi)
7. Cristoforo Colombo – 3:22 (musica: Carmelo Carucci)
8. Conosciamoci un po' – 4:05 (musica: Massimiliano Pani)
9. Imbarchiamoci per un grande viaggio – 3:09 (musica: Max Longhi, Giorgio Vanni)
10. Roma, un grande impero – 4:18 (musica: Gianfranco Fasano)
11. Riscopriamo le Americhe – 3:33 (musica: Carmelo Carucci)
12. Ai confini dell'universo – 3:23 (musica: Max Longhi, Giorgio Vanni)